# 阿妮塔·崔
阿妮塔·謝爾蓋耶芙娜·崔 （俄语：Анита "Анна" Серге́евна Цой; 羅馬拼音：Anita "Anna" Sergeyevna Tsoy，1971年2月7日—）, 出生於莫斯科，是一位朝鮮裔俄羅斯歌手及作曲家。

## 父母以及早期生活
崔的外祖父於1921年從朝鮮半島移居到俄羅斯遠東地區，職業為農夫。1937年，由於蘇聯政府的朝鮮族流放行動，崔的外祖父一家人被迫移居至中亞。 阿妮塔的母親1944年出生於烏茲別克的首都塔什干，並成功地取得莫斯科大學的化學博士學位。
崔的母親盡可能讓她的女兒能夠得到各種藝術的教育。阿妮塔最喜歡的項目就是音樂。她在幼年時期就接觸到小提琴課程，而後學習了鋼琴、長笛以及吉他。 
崔幼時並不怎麼喜歡上學，原因是同學會欺負她，以及老師也對她有差別待遇。
1970年代，崔的母親因為支持獲得諾貝爾和平獎的蘇聯氫彈之父安德烈·德米特里耶维奇·萨哈罗夫的言論，而被當局打為階級敵人。因為是異議份子，崔的母親被送往精神病院並且發瘋了。
高中畢業後，崔先進入師範學校，接著考上了莫斯科大學的法律系。在那裡，她遇見了同樣為朝鮮裔的丈夫謝爾蓋·崔。

## 演藝生涯
1994年大學畢業後，崔本來可以成為老師或是律師，但她卻選擇走上歌手這條路。1997年，崔發行了第一張專輯Polyot （Полёт; 飛翔）。而她加入唱片公司到發行第一張專輯為止，她的丈夫一直都被蒙在鼓裡。
1998年，她發行了第二張專輯"Черный лебедь" ("The Black Swan"，"黑天鵝")，並且在1999年舉辦了個人演唱會 "Черный лебедь или храм любви" ("The Black Swan or a Love Palace") ，該場演唱會被評為'該年最棒的演唱會'。接著在2003年前往美國製作了英文專輯。在美國，她也與知名電影配樂家Lee Holdridge合作。太陽劇團也提供她長達五年的獨唱聲樂家合約，但她拒絕了，理由是希望回到俄羅斯陪伴家人。
2003年，崔製作了以單人舞為主的第三張俄語專輯"1000000 минут" ("1000000 Minutes")，並在莫斯科一家由工廠改建而成的夜店播放而眾所周知。2005年在莫斯科舉辦了第二場個人演唱會"ANITA"。該演唱會使用了大量的液晶螢幕以及噴泉來裝飾舞台。該演唱會也被認為是俄羅斯最成功的一場表演，並且由環球唱片發行演唱會DVD。
2007年，崔發行了與以往風格大相逕庭，結合日本動漫風格的第四張專輯 "На восток" ("To The East") ，並在同年秋天舉辦了同專輯名稱的小型演唱會。此專輯也同樣成功受到了大眾的歡迎。
兩場"ANITA" 以及 "To The East"的演唱會都被認為是俄羅斯最好的現場演唱會，這兩場演唱會的錄影專輯也在俄羅斯的Channel One、Muz-TV以及其他在俄羅斯有影響力的音樂頻道都有播出。
阿妮塔到目前為止製作了5張專輯，13年來的歌手職業生涯，除了優秀的舞台表演，以及為數不少的慈善行為，也為她贏得了超過10個主要大獎。

## 演藝生涯概括
身為一位藝術表演者,阿妮塔·崔最為人津津樂道的是她總是會每隔一段期間的改變她的音樂風格以及形象。1997年剛出道的時候，作品為類似搖滾音樂，隨後改為舞曲。接著2006年，她結合眾多音樂風格嘗試了新的曲風：結合維克多·崔的搖滾、藍調、R&B以及東方風格的Pop音樂。
 （页面存档备份，存于）.

### 1997 – 紀念維克多·崔
1997年第一張專輯"Полет" ('Flight")中的同名歌曲"Полет" ('Flight")，被認為是阿妮塔的成名代表作。專輯大部份的歌曲都有搖滾風格，類似Kino樂團主要為吉他演奏的曲風。Anita表示因為她年輕的時候曾是他們的頭號粉絲。另外一首膾炙人口的歌曲 "Мама"("Mother")，則是描寫孤兒以及表達他們＂幼稚天真的錯誤行為＂。 

### 俄羅斯流行音樂 － "The Black Swan"
1998年，阿妮塔發行了第二張專輯 "The Black Swan" ("Черный лебедь"). 著名的歌曲有："Far Away"（"Далеко"） 以及 "Return"（"Возвращайтесь"）。第二張專輯在2009年重新以混音方式製作並舉辦了 "To Remember so that Life Continues" ("Помнить, чтобы жизнь продолжалась") 慈善巡迴演唱會。. 這張專輯結合了吉他、電音以及敲擊樂等樂器，為POP-ROCK風格。

### 2003 – 改變為舞曲風格
2003年，阿妮塔發行了第三張俄語專輯 "1000000 Minutes" ("1000000 минут")，這張專輯與他先前的兩張專題風格完全不同，幾乎所有的歌曲都是舞曲風格。這張專輯裡面也有四首歌在廣播音樂裡擁有超高的點閱率，分別為 "1000000 Minutes" ("Миллион минут"), "Only for You" ("Одному тебе"), "Is that Love?" ("Это ли любовь?") and "Christmas Toys" ("Новогодние игрушки")。

### 2007 – 像東方靠攏
從2003年到2007年，阿妮塔沒有任何發表作品，其原因是當時在俄羅斯媒體市場上充斥著盜版專輯。 這張專輯 "To The East" ("На восток") 在2007年由環球音樂所發行。這張專輯收錄了11首歌之間有7首歌有相當高的點閱率，而其中有兩首  "To The East" ("На восток") 以及 "The Sky" ("Небо") 更是受到了相當多俄羅斯人的歡迎。阿妮塔也分別在2006年以及2007年贏得了兩座 "Golden Gramophone" 獎盃。混合了吉他、電音以及敲擊樂的曲風，也使得這張專輯與其他流行音樂有很大的區別。阿妮塔以及環球音樂宣布，這張專輯的所有收入將捐給孤兒院。

## 慈善活動
除了歌手身分，阿妮塔·崔對於慈善活動也十分積極。2001年，她以她的名字"Anita"為名創立了一個慈善基金會，其基金會主要目的為幫助先天性殘疾的兒童。  （页面存档备份，存于）.  她也時常參與主要的慈善公司像是救助兒童會以及聯合國兒童基金會的活動。 

2009年舉辦的巡迴演唱會"To Remember so that Life Continues" ("Помнить, чтобы жизнь продолжалась").，其收益都捐給了曾經有親人死於恐怖活動或是煤礦坍塌的家庭。巡迴演唱會分別在高加索地區的格羅茲尼、別斯蘭、布瓊諾夫斯克，以及西伯利亞其他城市所舉辦。她也曾舉辦過大多是邀請名人以及商人的大型慈善音樂會，獲得捐款的金額為160,000歐元，此筆款項捐給在別斯蘭人質事件中罹難的50名兒童的家屬。

## 近期活動
2004年韓國總統盧武鉉訪問俄羅斯期間，阿妮塔·崔獲選為「韓國文化及旅遊大使」。
據報導，崔將發行新的一張個人專輯 "Глубина"("Depth") ，但發行日期尚未決定。阿妮塔·崔表示她將會在即將到來的法國音樂節 "Michael Strogoff"上發表。（2010年－2011年）

## 歷年專輯
- "Полет" ("Flight") – 1997
- "Черный лебедь" ("The Black Swan") – 1998
- "I'll remember you" (Recorded in the USA) – 2000
- "1000000 минут" ("1000000 minutes") – 2003
- "На восток" ("To The East") – 2007
- "Твоя А" ("Your A") – 2011

This information was received from the singer's official site.

## 歷年演唱會
- "Полет к новым мирам" ("A Flight to New Worlds") – 1998
- "Черный лебедь или храм любви" ("The Black Swan or a Love Palace") – 1999, 2000 (symphonic version)
- "1000000 минут" ("1000000 Minutes") – 2003
- "ANITA" – 2005
- "На восток" ("To The East") – 2007
- "Помнить, чтобы жизнь продолжалась" ("To Remember so that Life Continues") – 2009 (Charity Concert Tour)
- "THE BEST" – 2010

This information was received from the singer's official site.

## 獲獎
- "Honoured Worker of Kuzbass for active participation in charity, 2009 [19]
- "Golden Gramophone", 2007 [9]
- "Golden Gramophone", 2006 [9]
- A True Professional of Russia, 2005 [7]
- "Mezenat" for active participation in charity, 2004 [7]
- "Pillar" for the artist's talent, 2004 [7]
- "For Russia's renewal", 2004 [7]
- Meritorious Artist of Russia, 2003 [1]
- "Olympia" for active participation in charity, 2002 [7]
- National Musical Prize "Ovation" – Best Show of the Year, 1999 [1]
- National Musical Prize "Ovation" – A Discovery of the Year, 1998 [1]

## 外部連結
- AnitaTsoy.RU
- （俄文） AnitaTsoy.RU
- （俄文） Blog （页面存档备份，存于）
- （俄文） A fan site
- （俄文）  （页面存档备份，存于）